# Franziska Hayner
Franziska Hayner (* 1961) ist eine deutsche Schauspielerin und Hörspielsprecherin.

## Leben
Franziska Hayner wurde 1961 als Tochter der Tänzerin und Schauspielerin Annerose Diete (1936–2010) und des Dramaturgen und Schauspiellehrers Otto Fritz Hayner (1933–2018) geboren. Nach dem Besuch einer Polytechnischen Oberschule in Berlin-Weißensee von 1967 bis 1977 folgte von 1977 bis 1979 eine Lehrausbildung im VEB Bergmann-Borsig. Von 1979 bis 1982 besuchte sie die Staatliche Schauspielschule Berlin/Hochschule für Schauspielkunst „Ernst Busch“. Bereits während ihrer Studienzeit stand sie im Berliner Ensemble und in der Volksbühne Berlin auf der Bühne. Nach der Schauspielausbildung hatte sie ihr erstes Engagement von 1982 bis 1990 am Landestheater Halle, dem sich zehn Jahre am Deutschen Theater Berlin anschlossen. Anschließend arbeitete sie in Schwerin, Weimar, Potsdam, wieder in Halle und an mehreren Theatern in Berlin. Nach der Wende wirkte sie auch mehrfach als Sprecherin in Hörspielen mit.
Franziska Hayner ist mit dem Schauspieler Thomas Pötzsch verheiratet. Gemeinsam haben sie einen Sohn.

## Filmografie
- 1982: Der Pferdeapfel und die Rose (Studioaufzeichnung)
- 1983: Zille und ick
- 1992: Die Lügnerin
- 1996: Engelchen
- 2002: Wolffs Revier (Fernsehserie, 1 Episode)
- 2002: Achterbahn (Fernsehserie, 1 Episode)
- 2003: Eierdiebe

## Theater
- 1979: Michail Schatrow: Blaue Pferde auf rotem Gras – Regie: Christoph Schroth (Berliner Ensemble)
- 1981: Carl Sternheim: Die Schule von Uznach (verschüchtertes Mädchen) – Regie: Gertrud-Elisabeth Zillmer (Volksbühne Berlin – Sternfoyer)
- 1983: Gerhard Branstner: Gaudarium – Regie:Gerhard Branstner/Jürgen Mai (Landestheater Halle/Saale)
- 1983: Walentin Rasputin: Leb und vergiss nicht (Lisa Wologshina) – Regie: Peter Sodann (Landestheater Halle/Saale)
- 1984: Volker Braun: Großer Frieden (Meh Meh, Frau Tschu Jüns) – Regie: Peter Sodann (Landestheater Halle/Saale)
- 1984: Ljudmila Petruschewskaja: Zwei Fensterchen (Moses) – Regie: Bernd Stichler/Frieder Venus (Landestheater Halle/Saale)
- 1985: Curt Goetz: Hund im Hirn (Beatrice) – Regie: Jürgen Mai (Landestheater Halle/Saale)
- 1986: Peter Shaffer: Amadeus (Katharina Cavalieri) – Regie: Peter Sodann (Landestheater Halle/Saale)
- 1986: Heinz Helm: Freitag, der Achte (Ramona) – Regie: Norbert Büchner (Fernsehtheater Moritzburg)
- 1987: Neil Simon / Cy Coleman: Sweet Charity – Regie: Klaus Kretzschmar (Landestheater Halle)
- 1987: Hans Christian Andersen:  Das Mädchen mit den Schwefelhölzern – Regie: Peter  Sodann (Landestheater Halle – Hof)
- 1988: Nina Sadur: Das Wunder-Weib (Weib) – Regie: Wladimir Tarasjanz (Landestheater Halle)
- 1989: Tschingis Aitmatow: Die Richtstatt (Kök-Tursun) – Regie: Peter Sodann (neues theater Halle)
- 1990: Maxim Gorki: Nachtasyl (Wassilissa) – Regie: Friedo Solter (Deutsches Theater Berlin)
- 1991: Carlo Goldoni: Der Diener zweier Herren (Beatrice) – Regie: Niels-Peter Rudolph (Deutsches Theater Berlin)
- 1991: Henrik Ibsen: Peer Gynt (Anitra) – Regie: Friedo Solter (Deutsches Theater Berlin – Kammerspiele)
- 1992: Lothar Trolle: Hermes in der Stadt – Regie: Frank Castorf (Deutsches Theater Berlin)
- 1992: Hugo von Hofmannsthal: Der Turm – Regie: Thomas Langhoff (Deutsches Theater Berlin)
- 1992: Heinar Kipphardt: Bruder Eichmann – Regie: Alexander Stillmark (Deutsches Theater Berlin – Kammerspiele)
- 1993: August Strindberg: Die Gespenstersonate – Regie: Friedo Solter (Deutsches Theater Berlin)
- 1993: Gero Troike: Dolgensee (Mutter) – Regie: Gero Troike (Deutsches Theater Berlin)
- 1994: Arthur Schnitzler: Reigen – Regie: Jürgen Gosch (Deutsches Theater Berlin – Kammerspiele)
- 1994: Matthias Zschokke: Die Alphabeten (Krankenschwester) – Regie: Thomas Langhoff (Deutsches Theater Berlin – Kammerspiele)
- 1997: Gerhart Hauptmann: Der rote Hahn – Regie: Horst Lebynski (Deutsches Theater Berlin – Kammerspiele)
- 1997 Botho Strauß: Ithaka – Regie: Thomas Langhoff (Deutsches Theater Berlin)
- 1998: Heinrich von Kleist: Penthesilea – Regie: Gerardjan Rijnders (Deutsches Theater Berlin)
- 1999: Friedrich Dürrenmatt: Der Besuch der alten Dame (Erste Frau) – Regie: Thomas Langhoff (Deutsches Theater Berlin bei den Bregenzer Festspielen)
- 2000: Gerhart Hauptmann: Vor Sonnenaufgang – Regie: Andreas Kriegenburg (Deutsches Theater Berlin – Kammerspiele)
- 2000: Torquato Tasso: Aminta (Daphne) – Regie: François-Michel Pesenti (Deutsches Theater Berlin – Kammerspiele)
- 2001: August Strindberg: Fräulein Juli – Regie: Götz Schubert (Deutsches Theater Berlin – Werkraum)
- 2001: Swetlana Alexijewitsch: Eine ganz normale Katastrophe – Regie: Annette Reber (Maxim-Gorki-Theater Berlin)
- 2005: Arthur Schnitzler: Das weite Land – Regie: Volker Hesse (Maxim-Gorki-Theater Berlin)
- 2005/2006: Annette Reber: Zum schönen Feierabend (3 Teile, Mutter) – Regie: Annette Reber (Deutsches Nationaltheater Weimar)
- 2006: Walter Reisch/Billy Wilder: Ein blonder Traum (Illustrierte Ilse) – Regie: Oliver Munk (Kleines Theater Südwestcorso Berlin)
- 2007: Eugène Labiche: Das Sparschwein (Léonida) – Regie: Folke Braband (Komödie am Kurfürstendamm Berlin)
- 2007: Anja Dreischmeier: Liebe Freiheit Arbeit – Regie: Lars Vogel (TD Berlin)
- 2008: Brüder Grimm: Hänsel und Gretel (Mutter/Gehilfin der Hexe) – Regie: Carsten Kochan (Hans Otto Theater Potsdam)
- 2009: Jérôme Savary nach Aristophanes: Vögel ohne Grenzen (Händlerin) – Regie: Jérôme Savary (Volksbühne Berlin – Agora)
- 2009: Nelson Rodrigues: Der Mann mit dem goldenen Gebiss – Regie: Lydia Bunk (Volksbühne Berlin)
- 2009: Frank Castorf: Amanullah, Amanullah (Halbweltdame) – Regie: Frank Castorf (Volksbühne Berlin im Prater)
- 2010: Anton Tschechow: Der Kirschgarten (Ranjewskaja Ljbow Andrejewna, Gutsbesitzerin) – Regie: Gero Troike (Volksbühne Berlin – Theater im 3. Stock)
- 2011: Euripides: Tetralogie: Die Bakchen, Medea, Hekabe, Der Kyklop – Regie: Poyraz Dürkheim (Theater unterm Turm Berlin)
- 2011: Rainer Werner Fassbinder: Angst essen Seele auf – Regie: Claudia Geisler-Bading (Mecklenburgisches Staatstheater Schwerin)
- 2012: Lutz Hübner: Frau Müller muss weg (Katja Grabowski) – Regie: Henriette Hörnigk (Neues Theater Halle/Saale – Kammer)
- 2012: Alexander ISolschenizyn: Krebsstation (Pflegerin Nellja) (Hans Otto Theater Potsdam)
- 2013:Eduard von Keyserling: Wellen (Baronin Bella Buttlär) – Regie: Barbara Bürk (Hans Otto Theater Potsdam)
- 2014: Thomas Brussig: Sonnenallee – Das Musical (Doris Ehrenreich) – Regie: Ralph Reichel (Mecklenburgisches Staatstheater Schwerin)
- 2015: Ernst Haffner: Blutsbrüder – Regie: Sebastian Klink (Volksbühne Berlin)
- 2015: Christopher Gore: Fame (Miss Shermann) – Regie: Matthias Brenner (Opernhaus Halle/Saale)
- 2015: Molière: Tartuffe (Elmire) – Regie: Darijan Mihajlovic (Monbijou Theater Berlin)
- 2016: Michael Kind: Die Stunde der Komödianten – Regie: Michael Kind (Neues Theater Halle/Saale)
- 2016: William Shakespeare: Die lustigen Weiber von Windsor (Wirtin Mrs. Quickly) – Regie: Darijan Mihajlovic (Monbijou Theater Berlin)
- 2018: Friedrich Schiller: Die Räuber (Nele/Roller) – Regie: Maurici Farré (Monbijou Theater Berlin)
- 2018: Johann Wolfgang von Goethe: Die Mitschuldigen – Regie: Maurici Farré (Monbijou Theater Berlin)
- 2019: Johann Wolfgang von Goethe nach Aristophanes: Die Vögel (Schuhu) – Regie: Darijan Mihajlovic (Monbijou Theater – Theater an der Museumsinsel Berlin)
- 2020: Peter Handke: Die Stunde da wir nichts voneinander wußten – Regie Matthias Brenner (Neues Theater Halle/Saale)

## Hörspiele
- 2001: Henning Mankell: Der Mann, der lächelte (Ann Britt Höglund) – Regie: Simon Bertling/Christian Hagitee (Kriminalhörspiel – Der Hörverlag)
- 2001: Henning Mankell: Die Brandmauer (Ann Britt Höglund) – Regie: Simon Bertling/Christian Hagitee (Kriminalhörspiel – Der Hörverlag)
- 2002: Henning Mankell: Hunde von Riga (Ann Britt Höglund) – Regie: Simon Bertling/Christian Hagitee (Kriminalhörspiel – Der Hörverlag)